# Rovensko pod Troskami
Rovensko pod Troskami là một thị trấn thuộc huyện Semily, vùng Liberecký, Cộng hòa Séc.